# Pomnik Ignacego Łukasiewicza w Krośnie
Pomnik Ignacego Łukasiewicza w Krośnie – pomnik dłuta Jana Raszki, wzniesiony w Krośnie w 1932 roku.

## Związki Ignacego Łukasiewicza z Krosnem
Ignacy Łukasiewicz był założycielem pierwszej w świecie kopalni ropy naftowej w Bóbrce koło Krosna, współtwórcą Towarzystwa Zaliczkowego w Krośnie. W znaczący sposób przyczynił się do rozwoju Krosna i okolic w II połowie XIX w. Pochowany jest na cmentarzu w Zręcinie.

## Lokalizacja
Pomnik twórcy światowego przemysłu naftowego znajduje się na Placu Konstytucji 3 Maja, na skwerze przy siedzibie ówczesnej Rady Powiatowej. Rzeźbę postawiono w 50. rocznicę śmierci wielkiego wynalazcy (1932), w uroczystości odsłonięcia wzięło udział ok. 100 tys. ludzi. Pomnik w Krośnie jest prawdopodobnie najstarszym pomnikiem Łukasiewicza w Polsce.
Pomnik został zniszczony w 1939 roku przez Niemców i odbudowany po wojnie przez władze PRL (1973).

## Opis pomnika
Jest to postać Ignacego Łukasiewicza odlana z brązu na granitowym cokole, na którym umieszczono jego imię i nazwisko oraz jego datę urodzin i śmierci. Prawą dłonią wskazuje na ziemię jako źródło bogactwa i cennych surowców, w tym ropy naftowej.